# Dipoenata cana
Espèce
Dipoenata cana est une espèce d'araignées aranéomorphes de la famille des Theridiidae.

## Distribution
Cette espèce est endémique de Malte.

## Description
La femelle holotype mesure 2,68 mm.

## Publication originale
- Kritscher, 1996 : Ein Beitrag zur Kenntnis der Spinnen-Fauna der Maltesischen Inseln (Chelicerata: Araneae). Annales des naturhistorischen Museums in Wien, vol. 98B, p. 117-156 (texte intégral).